# جيف ديكر
جيف ديكر (بالإنجليزية: Jeff Decker)‏ هو مؤرخ أمريكي، ولد في 14 يونيو 1966 في توررانسي في الولايات المتحدة.